# 帕特里克·米勒
帕特里克·多米尼克·米勒（1992年5月22日—）為美國男子籃球運動員。
2022年4月，米勒與中国男子篮球职业联赛青岛雄鹰簽下一份價值超過百萬美元的合約。2022年7月，青岛雄鹰完成註冊米勒，米勒代表青岛雄鹰參加CBA夏季聯賽，青岛雄鹰最終以五戰全勝之姿拿下CBA夏季聯賽冠軍。2022年9月，米勒離開了青岛雄鹰，被尤金·杰曼取代。2022年11月，米勒加入班貝格博澤頂替贾斯汀·赖特-福尔曼離隊的位置。

## 外部連結
- 帕特里克·米勒在fiba.basketball（英语）
- 帕特里克·米勒在NBA G聯盟（英语）
- 帕特里克·米勒在歐洲籃球聯賽（英语）
- 帕特里克·米勒在亞得里亞海聯賽（英语）
- 帕特里克·米勒在VTB聯賽（英语）
- 帕特里克·米勒在法國籃球甲級聯賽（法语）
- 帕特里克·米勒在德國籃球甲級聯賽（德语）
- 帕特里克·米勒在土耳其籃球超級聯賽（英语）
- 帕特里克·米勒在Basketball-Reference.com（NBA G聯盟）（英语）
- 帕特里克·米勒在Basketball-Reference.com（國際）（英语）
- 帕特里克·米勒在Sports-Reference.com（NCAA）（英语）
- 帕特里克·米勒在Eurobasket.com（球員）（英语）
- 帕特里克·米勒在RealGM（英语）
- 帕特里克·米勒在Proballers（英语）